# Phlegra arborea
Phlegra arborea là một loài nhện trong họ Salticidae.
Loài này thuộc chi Phlegra. Phlegra arborea được Wanda Wesołowska & Haddad miêu tả năm 2009.